# Calcinis
Els calcinis (Calcinea) són una subclasse d'esponges calcàries. La disposició de les ramificacions sol ser dicotòmica o umbel·lada amb anastomosi, la qual cosa dona lloc a creixement reticulat en els adults. La majoria de les espècies són de color vermell coral o de color sofre groc.

## Taxonomia
La subclasse Calcinea inclou 234 espècies, repartides en dos ordres:
- Ordre Clathrinida Hartman, 1958 (incloent-hi Leucettida)
- Ordre Murrayonida Vacelet, 1981